# Gungwe
Gungwe est une ville du Botswana.